# Țepu
Țepu – wieś w Rumunii, w okręgu Gałacz, w gminie Țepu. W 2011 roku liczyła 2208 mieszkańców.